# Tuomas Peltonen (fotbollsmålvakt)
Tuomas Peltonen, född 20 oktober 1977 i Lahtis, är en finländsk fotbollsmålvakt. Han spelar till 2013 för FC Honka i finska Tipsligan och har tidigare även tillhört FC Hämeenlinna.